# Clásico Regiomontano
La rivalité entre le Tigres UANL et le CF Monterrey se réfère à l'antagonisme entre les deux principaux clubs de football de la ville de Monterrey, au Mexique. 
Le Club de Fútbol Monterrey voit le jour en 1945, il est aujourd'hui la propriété du groupe FEMSA, une des plus grandes entreprises mexicaines et l'un des plus importants brasseurs mondiaux, et évolue à l'Estadio BBVA Bancomer. Le grand rival des Rayados du CF est le club des Tigres de la Universidad Autónoma de Nuevo León qui évolue à l'Estadio Universitario, né en 1960 et, bien que propriété de l'Université, géré depuis 1996 par la CEMEX, une des entreprises majeures du pays et l'un des plus importants cimentiers mondiaux.
Leur affrontement, surnommé Clásico Regiomontano, est considéré comme la deuxième rencontre la plus importante du championnat du Mexique, après le Clásico de clásicos entre le Club América de Mexico et le Chivas de Guadalajara.
De manière générale, les amateurs de football mexicains soutiennent leur club de cœur ainsi que l'un des quatre clubs phares du pays : l'UNAM Pumas, les Chivas de Guadalajara, le Club América ou le CD Cruz Azul. Du fait de la passion qui entoure les deux clubs de Monterrey à l'occasion des derbys locaux, la région du Nuevo León est la seule à échapper à cette habitude des supporteurs mexicains.
Apparue dans les années 1970, la rivalité entre les deux clubs est tout d'abord sociale. Cet aspect s'estompe progressivement au cours du temps pour laisser la place à une rivalité essentiellement de prestige. Ce clásico se dispute également en football féminin depuis 2017.

## Navigation